# Nina Sawatzki
Nina Sawatzki née Nina Olegovna Muradyan (en russe : Нина Олеговна Мурадян) est une joueuse de volley-ball soviétique puis ouest-allemande née le 17 août 1954 à Erevan.

## Biographie
Nina Muradyan évolue en club dans sa ville natale d'Erevan avant de rejoindre le Dinamo Moscou où elle évolue de 1974 à 1982, remportant le Championnat d'URSS de volley-ball féminin en 1975 et 1977 ainsi que la Coupe d'Europe des clubs champions en 1975 et 1977.
Elle remporte sous les couleurs de l'Union soviétique la médaille d'argent aux Jeux olympiques d'été de 1976, le Championnat d'Europe de volley-ball féminin 1977 et la troisième place du Championnat du monde de volley-ball féminin 1978.
Une blessure grave au genou en 1982 l'éloigne des terrains pendant plusieurs années.
Nina Sawatzki joue une saison au Türkgücü Munich de 1987 à 1988 avant de rejoindre le Bayern Lohhof avec lequel elle est championne d'Allemagne en 1989. Elle joue pour la sélection nationale ouest-allemande , terminant sixième du Championnat d'Europe de volley-ball féminin 1989.
Elle devient entraîneur en 1990.